# Jorge García Santos
Jorge García Santos (A Coruña, 10 agosto 1957 – 15 dicembre 2020) è stato un calciatore spagnolo, di ruolo portiere.

## Carriera
Giocò per tutta la sua carriera con il Deportivo La Coruña, squadra della sua città natale.